# George Curcă
George Curcă (* 8. Mai 1981 in Isaccea, Kreis Tulcea) ist ein ehemaliger rumänischer Fußballspieler. Der Torhüter bestritt insgesamt 221 Spiele in der Liga 1.

## Karriere
Curcă begann seine Karriere bei Farul Constanța, wo er 2000 in die erste Mannschaft geholt wurde. In seiner ersten Saison wurde er mit Farul Zweiter in der zweithöchsten Spielklasse und schaffte den Aufstieg. Im Playoff konnte Farul den Abstieg im darauffolgenden Jahr verhindern. Nach den Plätzen 10 und 9 wurde Farul 2004/05 Fünfter und schaffte es ins Pokalfinale. Mit dem siebsten Platz in der Saison 2005/06 gelang die Qualifikation zum UI-Cup.
Sein erstes Spiel auf europäischer Klubebene gab Curcă am 18. Juni 2006 gegen den FK Pobeda Prilep aus Mazedonien. Der Torhüter spielte durch. Nach dem 14. Platz in der Saison 2006/07 und dem 13. Platz in der Saison 2007/08 stieg Farul am Ende der Saison 2008/09 auf dem 16. Platz liegend in die Liga 2 ab.
Daraufhin wechselte der Torhüter zu Dinamo Bukarest, wo er bisher nicht den Sprung zum Stammspieler schaffte. Zu Beginn der Saison 2010/11 kam er zwar auf vier Einsätze, musste ab September 2010 aber seinem Konkurrenten Emilian Dolha das Feld überlassen. Für die Rückrunde wurde er an den abstiegsbedrohten Ligakonkurrenten Unirea Urziceni ausgeliehen, konnte den Gang in die Liga II aber nicht vermeiden. Im Sommer 2011 kehrte er zu Dinamo zurück, kam über die Rolle des Ersatztorwarts hinter Cristian Bălgrădean nicht hinaus, so dass er in der Rückrunde 2011/12 an seinen Heimatklub Farul Constanța ausgeliehen in die Liga II ausgeliehen. Im Sommer 2012 nahm ihn Farul schließlich unter Vertrag. Am Ende der Saison 2013/14 musste er mit seiner Mannschaft in die Liga III absteigen. Im Jahr 2014 beendete er seine aktive Laufbahn.

## Nationalmannschaft
Curcă bestritt während eines Turniers auf Zypern im Februar 2004 zwar zwei Spiele für die rumänische Fußballnationalmannschaft, beide wurden aber nicht als offizielle Länderspiele gewertet.

## Erfolge
- Aufstieg in die Liga 1: 2001
- Rumänischer Pokalfinalist: 2005